# Humberto Arce Bobadilla
Humberto Arce Bobadilla (Linares, 31 de enero de 1888-Santiago, 12 de marzo de 1946) fue un abogado, profesor y político chileno, miembro del Partido Radical (PR). Se desempeñó como ministro de Estado de su país, durante el primer gobierno del presidente Carlos Ibáñez del Campo entre 1930 y 1931. Además, fue ministro de la Corte Suprema de Chile desde noviembre de 1945 hasta marzo de 1946.

## Familia y estudios
Nació en la comuna chilena de Linares el 31 de enero de 1888, hijo de Horacio Arce y Prosperina Bobadilla. Realizó sus estudios primarios en el Instituto Nacional en Santiago y los secundarios en el Liceo de La Serena. Continuó los superiores en la Escuela Superior de Maestros de Linares, titulándose como profesor de Estado en matemáticas. Luego, cursó un bachiller en humanidades de la Universidad de Chile, obteniendo el título el 1 de abril de 1907. Posteriormente, ingresó a la Facultad de Derecho de la Universidad de Chile, egresando como licenciado en ciencias jurídicas y sociales. Juró como abogado ante la Corte Suprema el 29 de julio de 1915.
Se casó en Santiago de Chile el 15 de diciembre de 1919 con María Teresa Reyes Ross, con quien tuvo un hijo, Hernán Humberto.

## Carrera académica
Ejerció su profesión como profesor durante tres años en el Liceo de Hombres de La Serena. Paralelamente, entre el 12 de junio de 1908 y el 31 de marzo de 1916, se desempeñó como auxiliar de la Biblioteca del Instituto Nacional.
En 1915, se trasladó a Copiapó para, en octubre de ese año, asumir el puesto de rector de la Escuela de Hombres de Copiapó, el cual desempeñó hasta 1924. Bajo su gestión se fundaron diversas fundaciones de alumnos y comunidad, como el Centro Literario y Cultural "Pedro A. González", la "Liga de Estudiantes Pobres" y la "Brigada de Boy Scouts", entre otras.

## Carrera judicial
Desde el 12 de mayo hasta el 31 de agosto de 1921, actuó como abogado auxiliar de la Dirección General de Impuestos Internos. A partir del 8 de septiembre de ese año, fue secretario del 2.° Juzgado de Antofagasta y desde el 1 de junio de 1925, juez del 1.° Juzgado de Antofagasta y del 1.° Juzgado del Crimen de Santiago.
Más adelante, desde el 6 de junio de 1930, pasó a ejercer como fiscal de la Corte de Apelaciones de Valparaíso,  cargo que suspendió el 28 de julio de ese año, para asumir como ministro de Justicia. Tras dejar el ministerio, entre el 19 de junio y el 28 de julio de 1931, reanudó su carrera judicial como fiscal del Consejo de la Dirección de Previsión Social. El 4 de diciembre de 1934, fue nombrado fiscal de la Corte de Apelaciones de Valdivia; el 1 de marzo de 1939, ministro de la Corte de Apelaciones de Talca; el 1 de agosto del mismo año, ministro de la Corte de Apelaciones de Santiago; y finalmente, el 7 de noviembre de 1945, ministro de la Corte Suprema, nominado por el presidente de la República, Juan Antonio Ríos.

## Masonería
Por otra parte, fue miembro de la masonería, iniciándose en la Logia "Luz y Esperanza" n° 11 del Valle de La Serena el 24 de agosto de 1912. En esa logia madre, sirvió como primer y segundo vigilante. También, fue miembro fundador de la Logia "Abtao" n° 47 del valle de Coquimbo el 1 de agosto de 1915, ocupando en la ceremonia de su instalación el cargo de orador. Además, fue parte de los hermanos que retomaron los trabajos de la Logia "Orden y Libertad n° 3 en la segunda etapa, actuando en el cargo de segundo vigilante entre 1916 y 1917. En 1918, fue elegido por sus hermanos de dicha orden como venerable maestro, siendo reelegido para un segundo período en 1919. Luego, en octubre de 1921, integró el Consejo de Beneficencia y fue designado inspector de la Gran Logia de Chile. En los períodos 1922, 1923 y 1924, fue reelecto como venerable maestro. Tras su alejamiento del valle, desde 1926 hasta 1928, fungió como diputado de la Logia.

## Carrera política
Debido a su apego masón, se incorporó a las filas del Partido Radical (PR), colectividad de raíz masónica. El 28 de julio de 1930, fue nombrado por el presidente Carlos Ibáñez del Campo como titular del Ministerio de Justicia, cargo que ejerció hasta el 28 de abril de 1931. Simultáneamente, entre el 7 de agosto y el 5 de septiembre de 1930, ocupó la titularidad del Ministerio de Bienestar Social, en calidad de interino.
Falleció ejerciendo como ministro de la Corte Suprema, en Santiago el 12 de marzo de 1946, a los 58 años.